# Æbelø
Æbelø ligger i Kattegat ca. 4 km nord for Fyn. Selve øen er 2,09 km². Syd for Æbelø ligger draget Brådet og småøerne Æbeløholm, Dræet og Ejlinge.
Æbelø har en meget speciel geologi. Bl.a. findes lag af plastisk ler afsat i Palæocæn, der gør, at jordlagene nemt glider fra hinanden. Virkningen af det plastiske ler kan man se på Æbeløs skrænter, der glider ned i store trappetrinsformer ud mod havet med det resultat, at bøgeskoven glider med, og de store træer til sidst ender i vandet. Hist og her kan man også se "elefantfodsskred", hvor det plastiske ler flyder ud i sjove former på stranden.
Naturformerne på Æbelø er også ret specielle, da øen ikke har været udsat for stor menneskelig påvirkning. Øen har hovedsageligt været anvendt som græsningsareal for de omkringboendes kreaturer, selv om der også har været fastboere, som dyrkede jorden.

## Planterne på Æbelø
Der har længe været en del skov på øen, og da man havde fældet de fleste skove på Nordfyn omkring år 1400, var Æbelø en guldmine med sin skov med mange fine bøge- og egetræer. Selv i dag er Æbelø kendt for sine mange gamle ege, som man ikke finder mage til ret mange andre steder på Fyn. På Æbelø findes også den sjældne plante skælrod, som er en ægte snylter, og den tyndaksede gøgeurt står i fuldt flor i et fyrværkeri af lilla i april-maj. En anden sjældenhed er den smukke, men stikkende plante, strandmandstro. Planten er fredet.

## Æbeløs dyreliv
Hele Æbelø er under fredning. Det betyder, at mennesket griber så lidt som muligt ind i naturen. Skoven skal være naturskov, hvor træer, planter og dyr skal udvikle sig frit. Der er store arealer med græsser på Æbelø, hvor man kan være heldig at se flokke af dådyr og mufloner. Der findes mange forskellige sommerfugle og andre insekter på øen. Æbelø var det sidste sted i Danmark, hvor man kunne finde den store og meget specielle bille eghjorten. Eghjorten er ikke set i Danmark siden 1950'erne. I skovsøen og i mange af de andre små vandhuller i skoven myldrer det med lille vandsalamander i april-maj. I klinterne ud mod stranden bygger digesvalerne deres reder, når de kommer tilbage til Æbelø i begyndelsen af maj. Af og til kan man være heldig at se havørnen komme glidende hen over himlen ved Æbelø, og man kan af og til høre ravnens hæse stemme over trætoppene. Ved Æbeløs kyster kan man godt være heldig at fange havørreder, og hvis man kommer på det helt rigtige tidspunkt, er her masser af hornfisk. Man kan tit også få et glimt af sæler og marsvin.

## Æbeløs historie

### Ralgravning
På Æbelø findes gamle ralgrave, specielt på vestkysten. De stammer fra begyndelsen af det 20. århundrede, hvor man på Æbelø gravede ral til brug ved opførelsen af Lillebæltsbroen (1935). Ingeniørfirmaet Monberg & Thorsen købte retten til at grave ral i 1920'erne, og i 1930 anlagde man et ralværk. Materialet var godt at støbe beton af, da det stort set var frit for organisk materiale.
På Æbelø kan man også stadigvæk se resterne af jernbanesporene, som blev lagt i forbindelse med ralgravningen. Der var to spor: et fra gravene til ralværket og et fra ralværket til havnen. Havnen, der blev anlagt som en mole nogle hundrede meter nord for ralværket, findes ikke mere, men resterne af molen kan stadig ses som en række store sten, der ligger vinkelret på stranden langt ud i vandet på vestkysten af Æbelø. Lystsejlere ankrer ofte op her.
Til transport af ral brugte man tipvogne. Ved molen lagde halvstore skibe til og blev lastet direkte fra tipvognene. Efter krigen, da ralgravningsarbejdet var hørt op, blev sporene og tipvognene stadigvæk brugt til at fragte varerne fra købmand Rasmussens skib (fra Bogense) op til selve øen. Hvor sporene hørte op, blev varerne flyttet over i en hestevogn og dermed fragtet ud til familierne på øen. Tipvognene blev også brugt til at fragte fangsten efter klapjagterne på Æbelø.
Selvom der går rygter om et lokomotiv på Æbelø, der skulle være blevet brugt ved ralgravningen, så findes det ikke længere, og ingen kan længere huske, om det nogensinde nåede frem til øen, og i så fald hvor det blev af... men ældre mennesker fra øen kan fortælle om, hvordan tipvognene blev trukket af heste, dengang vognene blev brugt til transport af varer.

### Gamle bygninger på Æbelø
Hvis man går til Æbelø, vil man lige i udkanten af skoven til venstre for stien støde på fundamentet af en ruin. Det var øens gamle skole, der lå her. De fleste bygninger på Æbelø er fjernet, kun Østerhovedhus har fået lov at ligge som en stråtækt bindingsværksruin. Huset er rødt, og vinduerne er blændet af. Bygningen ligger lige syd for Ottetalssøen. Æbeløgård, der er den eneste beboede bygning på øen, ligger ved engen og er smukt restaureret. Her bor øens bestyrer. Herudover findes smedien, en lille stråtækt idyl, der ligger tæt på gården og fyret, der nu er indrettet til gæstebolig.

## Ejeren og Æbeløs fremtid
I dag ejes Æbelø af Aage V. Jensens Fonde. De overtog Æbelø og småøerne den 1. maj 1995 efter godsejer Erik W. Grevenkop-Castenskiold. I 1993 blev der rejst fredningssag. I maj 1999 foretog naturklagenævnet besigtigelse og afholdt offentligt møde om den endelige fredning af Æbelø, Æbeløholm, Brådet, Dræet og Dretteholm med omliggende søterritorium. Fredningens formålsparagraf er, at øen skal henligge til naturlig succession.
Før 1995 var Æbelø præget af intensiv jagt. Særlig de mange udsatte ænder, fasaner, dådyr, krondyr og får ødelagde træerne. Den oprindelige bestand af kristtorn forsvandt. Al olden af eg og bøg blev tilsvarende ædt af de udsatte fasaner og gråænder samt klovdyrene.
Der er fældet en del nåletræer for at give plads til naturlige hjemmehørende træarter. Skoven vedligeholdes ellers kun i det omfang, at stierne skal være farbare, f.eks. var det nødvendigt efter orkanen i 1999 at fjerne mange væltede træer fra stierne. Dræn vedligeholdes ikke, hvilket resulterer i en noget mere sumpet og varieret skovbund, der igen resulterer i mange flere forskellige levesteder for både planter og dyr.

## Ebbevejen og turisme
Adgangen til Æbelø fra Fyn foregår via den 1,5 km lange ebbevej til Æbelø Holm. Strækningen ligger under vand og er derfor med til at gøre Æbelø til et turistmål. Mellem Æbelø Holm og Æbelø er Brådet. Det er således i alt 4 km fra Fyn til Æbelø, og disse skal forceres til fods. På øen er der en afmærket rute på 4 km.
I 2001 blev indrettet et stenmuseum i en af længerne til Æbeløgård. Her udstillede Holger Garnak sin stensamling, der var indsamlet gennem et helt liv. Stenene er alle indsamlet omkring Æbelø.
I 2009 blev samlingen flyttet til Nordfyns Museum i Bogense.